# 納赫里利亞河

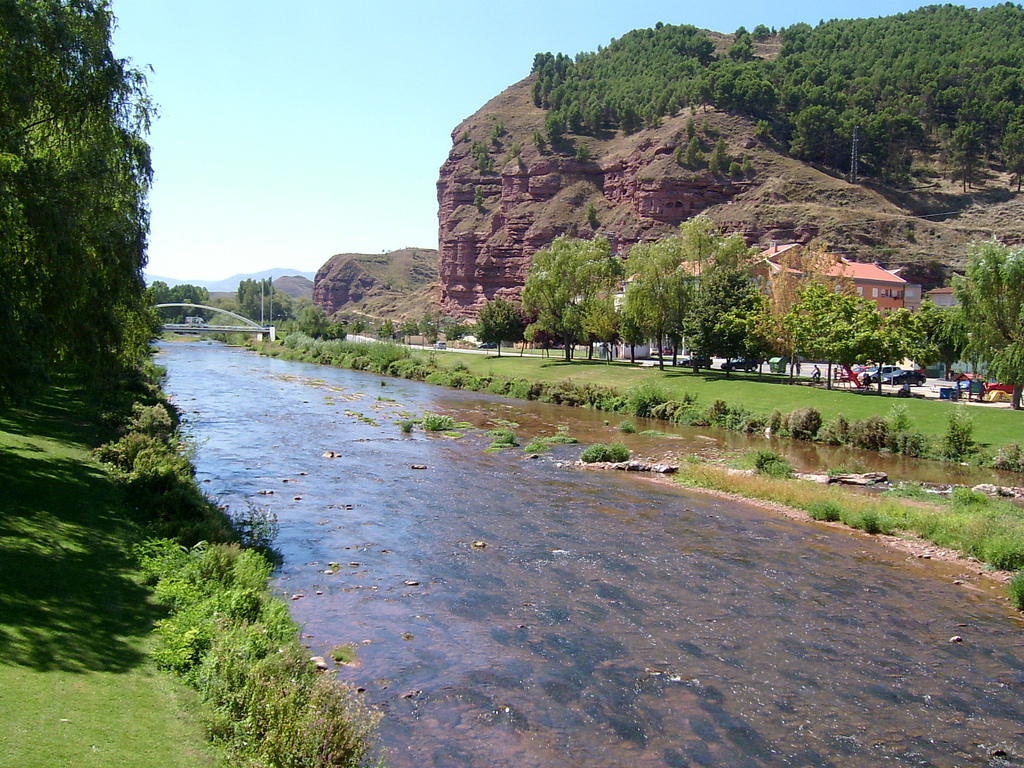
納赫里利亞河

納赫里利亞河（西班牙語：Río Najerilla）是西班牙的河流，屬於埃布羅河的支流，河道全長99.7公里，發源自布爾戈斯省，流經拉里奧哈，平均流量每秒16.45立方米。